# Cité Internationale des Arts

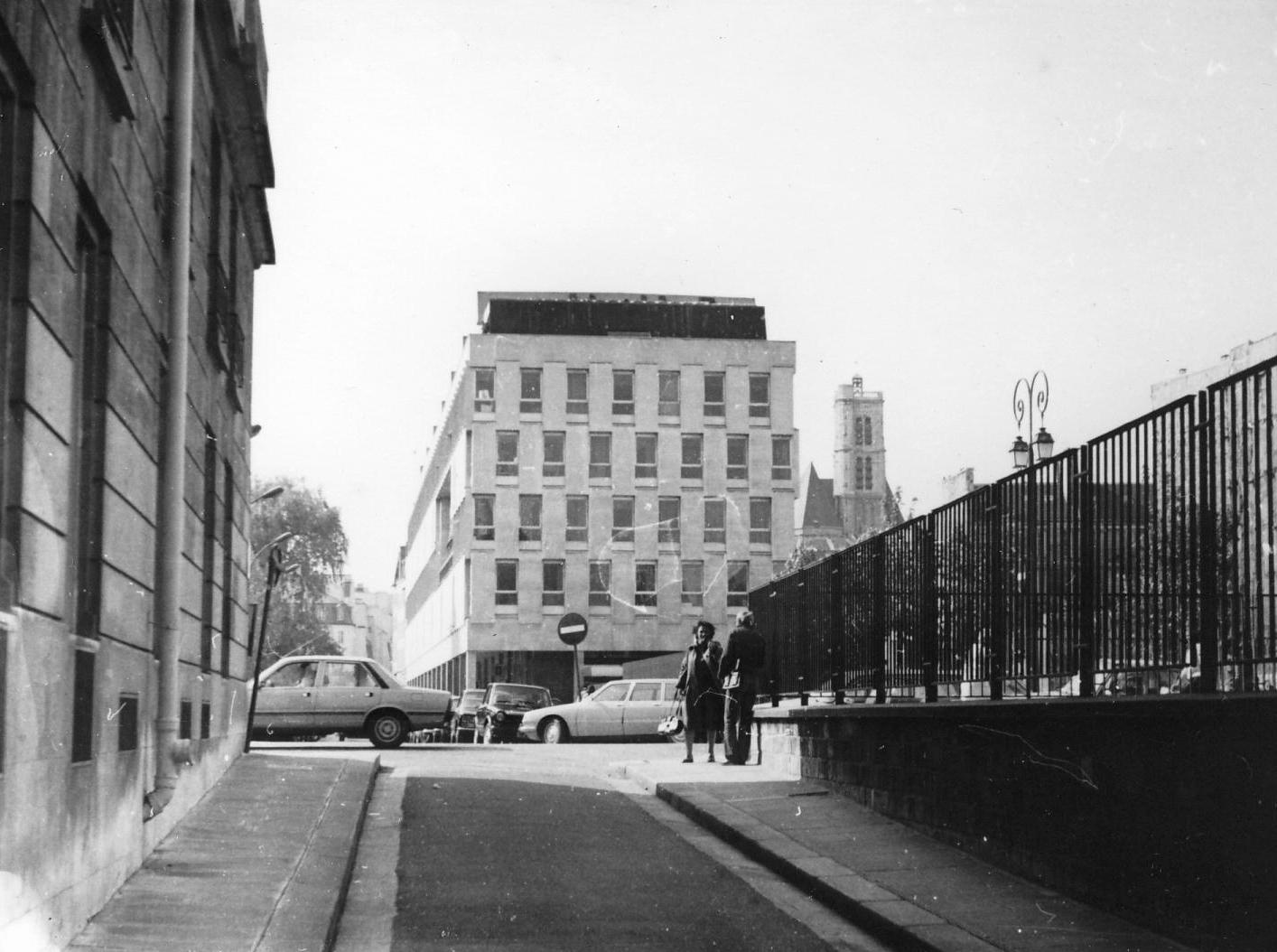
Rue de l'Hôtel de Ville

De Cité Internationale des Arts is een atelier/wooncomplex in Parijs, dat sinds 1965 dient ter huisvesting van kunstenaars uit 50 landen die zich verder willen ontwikkelen in hun discipline en hun kennis verder willen verdiepen in de Franse hoofdstad.

## Beschrijving
In totaal staan 300 ateliers ter beschikking, waarvan 270 in het hoofdcomplex aan de Rue de l'Hôtel de Ville in de wijk Le Marais en 30 in de Rue Norvins in de wijk Montmartre. De ateliers zijn bedoeld voor beeldende kunstenaars, architecten, musici, dansers, schrijvers en filmers, die hun opleiding reeds hebben voltooid en al een staat van dienst hebben opgebouwd. De ateliers worden ter beschikking gesteld na een selectieprocedure (bijvoorbeeld in Nederland en België) of als een jaarlijks toe te kennen prijs (bijvoorbeeld in Duitsland). In 2009 hadden al meer dan 18.000 kunstenaars sinds de oprichting gebruikgemaakt van de ateliers.
Naast de 50 staten die deelnemen in de Cité International des Arts, participeren de stad Parijs en de Franse ministeries van Cultuur en Buitenlandse Zaken.

## Nederlands atelier
Voor Nederlandse kunstenaars is sinds 1996 1 atelier beschikbaar, het atelier Holsboer van het Institut Néerlandais. Toekenning van een verblijf in het atelier vindt plaats na een selectieprocedure door het Fonds voor beeldende kunsten, vormgeving en bouwkunst (Fonds BKVB).

## Belgische ateliers
Voor Belgische kunstenaars zijn 2 ateliers beschikbaar, atelier James Ensor en atelier Koningin Elisabeth, van Kunsten en Erfgoed in Brussel. Toekenning van een verblijf in een van de ateliers geschiedt op basis van een selectieprocedure.